# Бенидорм
Бенидорм (шп. Benidorm) град је у Шпанији у аутономној заједници Валенсија у покрајини Аликанте. Према процени из 2008. у граду је живело 70.280 становника.

## Становништво
Према процени, у граду је 2008. живело 70.280 становника.
| 1981.  | 1991.  | 2001.  |
| ------ | ------ | ------ |
| 25.544 | 42.442 | 51.873 |

## Партнерски градови
- Еилат
- Manizales
- Кане